# Annika Brickman
Annika Brickman, född 1947, är en svensk jurist.
Annika Brickman blev kammarrättsassessor i Kammarrätten i Stockholm 1982, var sekreterare i olika utredningar om fastighetstaxering och reklamskatt 1986–1988, chef för Riksskatteverkets rättsenhet 1988–1991 och chef för Riksskatteverkets internationella enhet 1991–1995. Hon blev biträdande skattedirektör 1988 och skattedirektör 1990. Brickman utnämndes till departementsråd i Justitiedepartementet 1996,  chefsrådman i Länsrätten i Stockholms län 2001 och rättschef i Justitiedepartementet 2003. Hon utnämndes av regeringen den 22 december 2004 till regeringsråd, ett ämbete som tillträddes 2005. Hon gick i pension från Högsta förvaltningsdomstolen 2014.